# Donja Bučica
Donja Bučica is een plaats in de gemeente Glina in de Kroatische provincie Sisak-Moslavina. De plaats telt 114 inwoners (2001).